# カール・ダイセロス
カール・アレキサンダー・ダイセロス（Karl Alexander Deisseroth, 1971年11月18日 - ）は、アメリカ合衆国の医学者（精神医学、行動科学）、精神科医。スタンフォード大学教授。光遺伝学の第一人者として知られる。

## 来歴
マサチューセッツ州ボストン生まれ。ハーバード大学を卒業後、スタンフォード大学大学院から1998年に神経科学のPh.D.を取得、2000年にMDを取得した。スタンフォード大学のポスドクを経て、2001年に助手となり、2004年に助教授、2012年に教授に就任した。また2009年からハワード・ヒューズ医学研究所研究員を兼任している。 2014年から2019年までカロリンスカ研究所教授を務めた。
また創薬のためのベンチャー企業を設立し、臨床医として気分障害や自閉スペクトラム症患者の診察と治療にあたっている。

## 業績
緑藻類のクラミドモナスの一種が持つ、光感受性膜タンパク質であるチャネルロドプシン(ChR)に着目し、哺乳類の脳内でも光に反応するように改良し、神経活動をミリ秒単位で制御することを可能にする光遺伝学を確立させ、脳内の各領域がどのような機能と行動を担っているかを解明する新たな学問領域を創成した。これにより、人間の脳の病気に対する新たな可能性が開かれた。

## 受賞歴
- 2010年 HFSP中曽根賞
- 2011年 アルデン・スペンサー賞
- 2013年 ディクソン賞科学部門
- 2013年 ガベイ賞（Gero Miesenböck, Edward Boydenと共同）
- 2013年 リチャード・ラウンズベリー賞
- 2014年 慶應医学賞
- 2015年 ディクソン賞医学部門
- 2015年 オールバニ・メディカルセンター賞
- 2016年 生命科学ブレイクスルー賞（Edward Boydenと共同）[1]
- 2016年 マスリー賞（Gero Miesenböck, ペーター・ヘーゲマンと共同）
- 2016年 ハーヴェイ賞（ペーター・ヘーゲマンと共同）
- 2018年 ガードナー国際賞（Edward Boyden, ペーター・ヘーゲマンと共同）[2]
- 2018年 京都賞先端技術部門)[3]
- 2019年 ランフォード賞（Ernst Bamberg、Ed Boyden、ペーター・ヘーゲマン、Gero Miesenböck、Georg Nageと共同）
- 2019年 ウォーレン・アルパート財団賞（Ed Boyden、ペーター・ヘーゲマン、Gero Miesenböckと共同）
- 2019年 クラリベイト・アナリティクス引用栄誉賞（Ernst Bamberg、Gero MiesenbÖckと共同）
- 2020年 ハイネケン賞医学部門
- 2021年 アルバート・ラスカー基礎医学研究賞（ペーター・ヘーゲマン、Dieter Oesterheltと共同）[4]
- 2022年 ルイザ・グロス・ホロウィッツ賞（ペーター・ヘーゲマン、Gero Miesenböckと共同）[5]
- 2023年 日本国際賞（Gero Miesenböckと共同）[6]

## 著書
- 『「こころ」はどうやって壊れるのか 最新「光遺伝学」と人間の脳の物語（原題 PROJECTIONS A STORY OF HUMAN EMOTIONS）』 大田直子訳、光文社 2023年 ISBN 978-4-334-96261-6